# Вайда, Степан Николаевич
Степан Николаевич Вайда (чеш. Stěpan Vajda, укр. Степан Миколайович Вайда; 17 января 1922 — 6 апреля 1945) — чехословацкий офицер, командир танкового батальона в 1-м Чехословацком армейском корпусе, воевавшем в годы Великой Отечественной войны вместе с Красной Армией. Герой Советского Союза (10 августа 1945 г., посмертно).

## Биография
Родился 17 января 1922 года в селе Дулово Тячевского района. Украинец. С 1935 года учился в Хустской гимназии, среднее образование не закончил. По специальности педагог.
Руководитель экзекутивы ОУН в Закарпатье (в 1932—1938 гг.) Юлиан Химинец в своих воспоминаниях писал, что Вайда был членом руководства ОУН. В других источниках упоминается, что Вайда состоял в таких украинских организациях, как «Просвита», был активистом борьбы за независимость Карпатской Украины в 1939 году и ОУН. Однако официальных доказательств этим фактам не встречается.
После венгерской оккупации Карпатской Украины со своим односельчанином М. Федина бежал в СССР. 10 августа 1940 года перешли границу, в районе Надвирной были задержаны пограничниками, переправлены в Станислав. 17 августа дело о перебежчиках направили особому совещанию НКВД СССР, и решением «тройки» от 2 ноября 1940 года был осуждён на три года лишения свободы в трудовых исправительных лагерях за нелегальный переход советско-венгерской границы.
Из Станислава переведён в пересыльную тюрьму в Харькове (Холодная Гора), оттуда в Ивдельлаг Свердловской области. Работал на лесоповале, лагерный номер 384. Освобождён из лагеря на основании Указа Президиума ВС СССР 12 января 1943 года.
2 февраля 1943 прибыл в город Бузулук Оренбургской области, где формировался 1-й отдельный чехословацкий батальон. В апреле 1943 года направлен на учёбу в Тамбовское танковое училище, по окончании которого в июне 1943 присвоено воинское звание «четарь» (сержант), командир танка. В Новохопёрске, где формировалась танковая рота, получил танк Т-34 «Жижков».
6 ноября 1943 года в составе танковой роты вышел на окраины Киева. За этот боевой эпизод награждён Чехословацким военным крестом. Командир танкового взвода С. Н. Вайда участвовал в освобождении Белой Церкви. Награждён вторым Чехословацким военным крестом. Принимал участие в Карпатско-Дуклинской и Моравско-Остравской операциях.
Погиб 6 апреля 1945 года от пули немецкого снайпера вблизи Творкув (Польша).

## Награды и звания
Советские государственные награды и звания:
- Герой Советского Союза (10 августа 1945, посмертно)
- орден Ленина (10 августа 1945, посмертно)

Чехословацкие государственные награды:
- два Военных креста
- орден Белого льва «За Победу» I степени
- Медаль «За храбрость»
- Соколовская памятная медаль (1948, посмертно)

## Память
Похоронен в польском городке Погржебин, затем в 1948 году прах перезахоронен в Остраве, где сооружён памятник.
В родном селе Дулово и в городе Тячево установлены бюсты танкиста (скульптор Михаил Белень). В городах Опава (Чехия) и Творухов (Польша) сооружены памятники С. Вайде. В танковом училище в Опаве и в селе Дулово ему открыты музеи. Его именем названа улица в Ужгороде.
9 мая 1967 года пограничной заставе Пораюв Войск охраны пограничья ПНР было присвоено имя Степана Вайды.